# François Étienne Kellermann

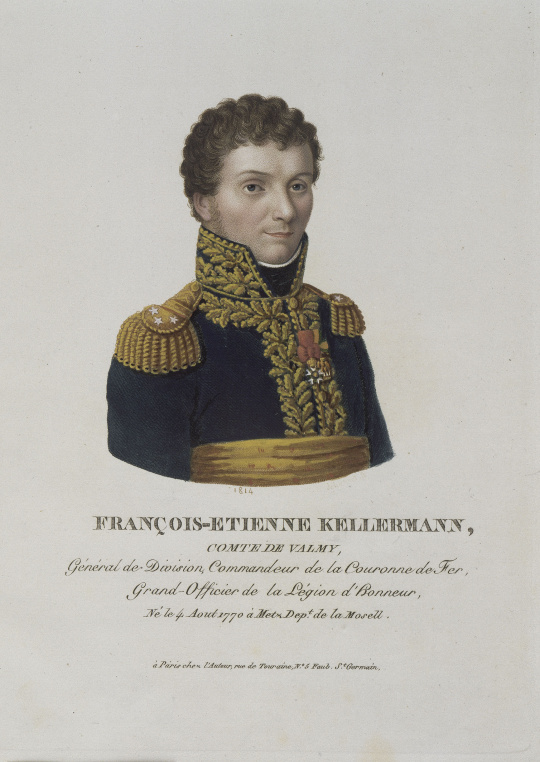
Gen. François Étienne Kellermann

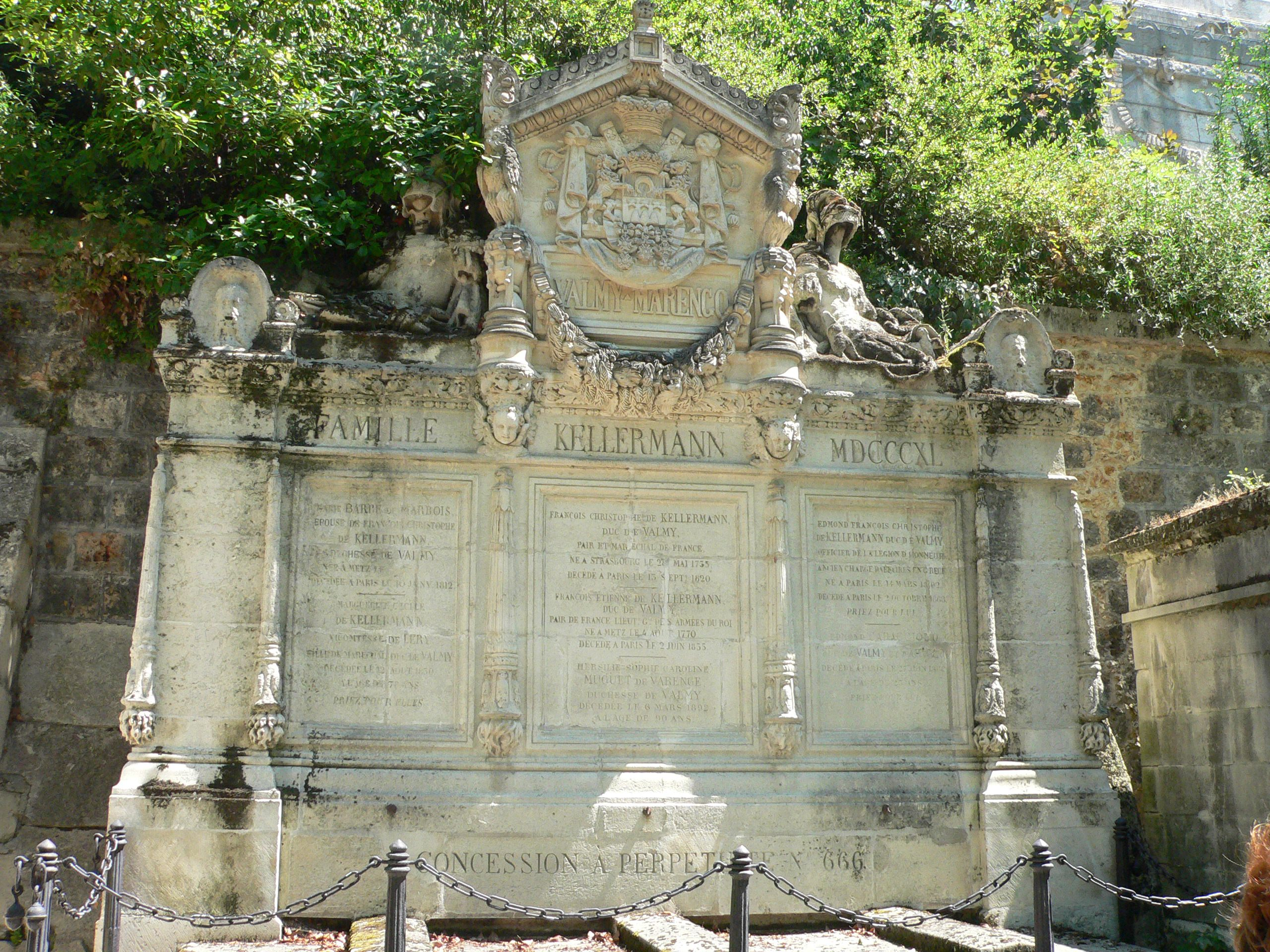
Grobowiec rodziny Kellermann na paryskim cmentarzu Père Lachaise

François Étienne Kellermann (ur. 4 sierpnia 1770 w Metzu; zm. 2 czerwca 1835 w Paryżu) – francuski generał okresu Rewolucji Francuskiej oraz Cesarstwa Francuskiego. Syn gen. François Christophe'a Kellermanna.
Dowodził IV Korpusem Rezerwowym Jazdy. Zmarł w wieku 64 lat.